# Trn
Trn je preobražen list, poganjek ali del lista. Trne se pogosto zamenjuje z bodicami, ki pa so navadno ostre emergence (površinski izrastki, izvirajoči iz epiderma in subepidermalnega tkiva), ki se pojavljajo na listih ali poganjkih, in v katere ne sega žilje. Nasprotno je v notranjem tkivu trnov mogoče zaslediti tipična rastlinska prevajalna tkiva (ksilem in floem).

## Osnovne informacije
Z izrazom trn opredeljujemo tiste ostre izrastline na rastlinski površini, ki so definirane kot preobraženi rastlinski listi (na primer navadni stebelni zeleni listi, prilisti ipd.) zgolj deli listov ali preobraženi poganjki. V trne se lahko preoblikujejo tudi korenine. Gre torej za preobražene rastlinske organe ali dele organov.
Po drugi strani z izrazom bodica opredelimo tiste bodeče in trde izrastline, ki so po izvoru emergence (nastale iz epiderma in subepidermalnega tkiva), v njihovo notranjost pa ne segajo prevajalna tkiva. Običajno je bodice mogoče precej enostavno odluščiti. Nekateri slovarji izraza trn in bodica enačijo, ker je v mnogih primerih razločevanje zaradi enakega videza in ekološke funkcije težavno.
V angleškem jeziku nekateri avtorji trne ločujejo na dve podenoti, ki jih v slovenščini združujemo kar pod terminom trn. Thorns so trni v ožjem pomenu besede, ki pomenijo preobražene poganjke, medtem ko izraz spine predstavlja v ostre izrastline spremenjene liste ali dele listov. Tako thorns kot tudi spines imajo v notranjosti tkiva prisotne žile, na podlagi česar jih ločujemo od bodic.

### Primeri
Trne najdemo denimo pri češminu (Berberis), čigar trni so preobraženi listi, pri glogu (Crataegus), čigar poganjki so spremenjeni v trne, in pri bodiki (Ilex), osatu (Cirsium), robiniji (Robinia) ter bodaku (Carduus), katerih trni so preobraženi deli listov. Tudi kakteje (Cactaceae) imajo trne. Med bolje poznane rastline z bodicami spadajo številne rožnice (Rosaceae), na primer šipek (Rosa) in robida (Rubus). V vsakdanjem življenju trde in ostre izrastke vrtnic imenujemo trni, četudi so iz botaničnega vidika to bodice.

## Ekologija
Tako trni kot tudi bodice imajo zelo podobno vlogo, saj ponavadi oboji služijo kot obrambne tvorbe, ki znižujejo raven objedanja. Rastlinojede živali se namreč ne bodo v tolikšni meri prehranjevale z biomaso tistih rastlin, ki so se zaščitile z ostrimi izrastlinami (bodisi trni bodisi bodicami) in na tak način predstavljajo nevarnost zadajanja bolečega vboda, še posebej problematičnega na področju ustne votline rastlinojedov.